# Рівнинні дощові ліси півдня Нової Гвінеї
Рівнинні дощові ліси півдня Нової Гвінеї (ідентифікатор WWF: AA0122) — австралазійський екорегіон тропічних та субтропічних вологих широколистяних лісів, розташований на півдні Нової Гвінеї.

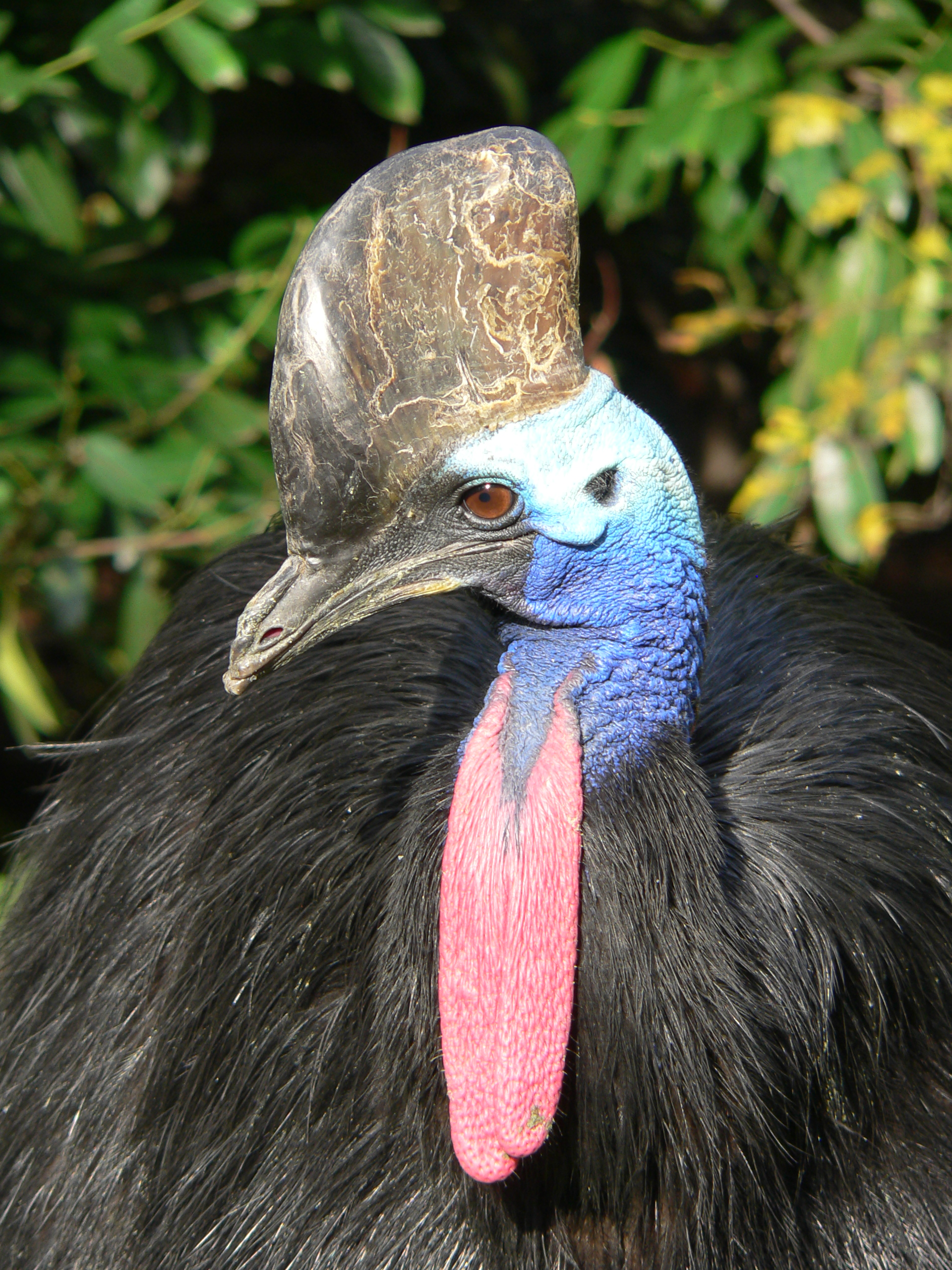
Шоломний казуар (Casuarius casuarius)

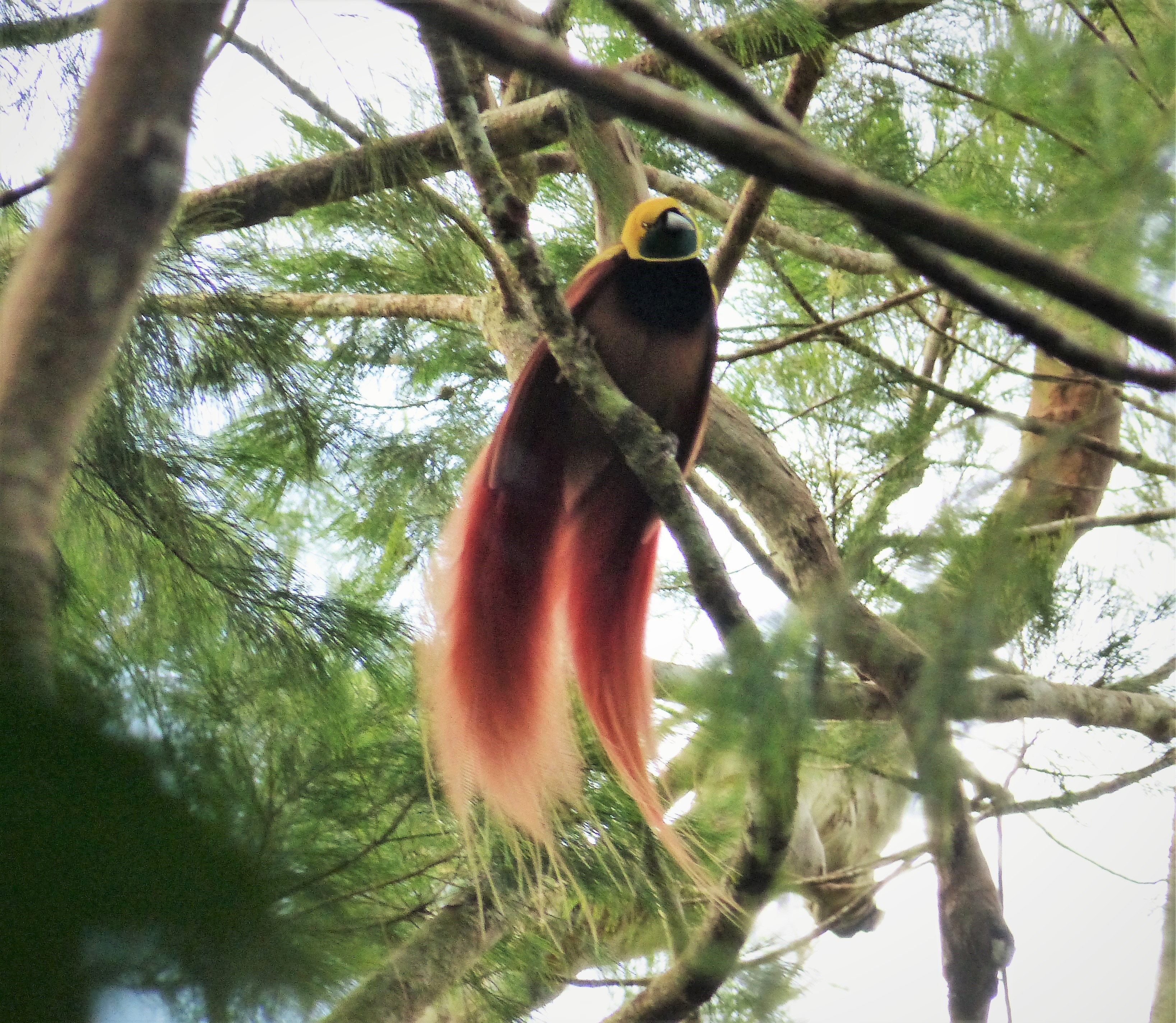
Рудохвостий дивоптах (Paradisaea raggiana)

## Географія
Екорегіон рівнинних дощових лісів півдня Нової Гвінеї охоплює передгір'я та низовини, розташовані на висоті нижче 1000 м над рівнем моря у південній частині Нової Гвінеї — другого за площею острова світу, розділеного між Індонезією та Папуа Новою Гвінеєю. На північ від екорегіону простягаються гори Центрального хребта, які є частиною екорегіону гірських дощових лісів Центрального хребта. На південь від регіону розташований екорегіон прісноводних заболочених лісів півдня Нової Гвінеї, який охоплює низовини у басейнах Флаю та інших великих річок, що регулярно затоплюються водою, а також екорегіон саван та луків Транс-Флаю, який охоплює найпівденнішу, найбільш посушливу частину острова.

## Клімат
В межах екорегіону домінує екваторіальний клімат (Af за класифікацією кліматів Кеппена). Середньорічна кількість опадів тут перевищує 2000 мм, однак у деяких районах в передгір'ях Центрального хребта вона може досягати 7000 мм.

## Флора
Основними рослинними угрупованнями екорегіону є рівнинні вічнозелені дощові ліси, які представлені як низинними алювіальними лісами, так і пагорбовими лісами. Близько 17 % регіону займають савани. Також в регіоні зустрічаються напіввічнозелені дощові ліси, тропічні гірські вічнозелені ліси, вапнякові ліси, торф'яно-болотні ліси та прісноводні заболочені ліси, кожен з яких займає менше 10 % від площі регіону.
Рівнинні алювіальні ліси півдня Нової Гвінеї характеризуються нерівним, багатоярусним лісовим наметом, над яким підіймається багато поодиноких емерджентних дерев. Хоча у цих лісах присутні представники родини діптерокарпових (Dipterocarpaceae), вони не домінують, на відміну від лісів Великих Зондських островів. Серед дерев, поширених в низинних лісах регіону, слід відзначити острівне лічі (Pometia pinnata), суматранський октомелес (Octomeles sumatrana), диявольське дерево (Alstonia scholaris), а також різні види фікусів (Ficus spp.) та терміналій (Terminalia spp.). Також у низинних лісах екорегіону зустрічаються різноманітні птерокарпуси (Pterocarpus spp.), артокарпуси (Artocarpus spp.), планшонелли (Planchonella spp.), канаріуми (Canarium spp.), елеокарпуси (Elaeocarpus spp.), криптокарії (Cryptocarya spp.), каркаси (Celtis spp.), драконтомелони (Dracontomelon spp.), смердючі дерева (Dysoxylum spp.), сизигіуми (Syzygium spp.), авраамові дерева (Vitex spp.), свинячі сливи (Spondias spp.) та інції (Intsia spp.). В їх чагарниковому підліску поширені пальми. Також у низинних лісах у великій кількості поширені ліани, епіфіти та папороті. У лісах, що ростуть на пагорбах регіону, переважають кельтідієлисті хопеї (Hopea celtidifolia) та звичайні ресаки (Vatica rassak), а у передгір'ях Центрального хребта — різні види ногоплідників (Podocarpus spp.) та літокарпусів (Lithocarpus spp.).
Рівнинні дощові ліси екорегіону відіграють критично важливе екологічне значення для верхньої частини басейну річки Флай — найповноводнішої річки Нової Гвінеї, яка бере початок в горах Центрального хребта і тече на південь. Низовини Верхнього Флаю являють собою великий малонаселений простір старовікових дощових лісів, які забезпечують середовище існування для багатої фауни регіону. Флора екорегіону характеризується високим різноманіттям, однак є недостатньо дослідженою. Тут зустрічається багато рідкісних видів, особливо серед вапнякових відслонень, а також багато традиційних лікарських та харчових рослин.

## Фауна
В межах екорегіону зустрічається 69 видів ссавців — передусім сумчастих, дрібних гризунів та рукокрилих. Серед поширених в регіоні ссавців слід відзначити південного кускуса (Phalanger mimicus), плямистого кускуса (Spilocuscus maculatus), смугастого поссума (Dactylopsila trivirgata), низинного кільчастохвостого поссума (Pseudochirulus canescens), цукрову сумчасту летягу (Petaurus breviceps), звичайного колючого бандикута (Echymipera kalubu), довгоносого колючого бандикута (Echymipera rufescens), кейп-йоркського пацюка (Rattus leucopus), велетенського білохвостого щура (Uromys caudimaculatus), низинного мозаїкохвостого щура (Paramelomys platyops), золоточеревого боброщура (Hydromys chrysogaster), вухатого крилана (Pteropus macrotis), великого крилана (Pteropus neohibernicus) та австралійську єхидну (Tachyglossus aculeatus). 
Ендеміками екорегіону є низинні деревні кенгуру (Dendrolagus spadix) та білочереві моховинки (Pseudohydromys sandrae), а майже ендемічними його представниками — сірі лісові валлабі (Dorcopsis luctuosa), колючі бандикути Мензіса (Echymipera echinista), білочереві мозаїкохвості щури (Melomys leucogaster), мозаїкохвості щури Лоренца (Paramelomys lorentzii), довгоносі парамеломиші (Paramelomys naso), південні землерийкомиші (Microhydromys argenteus), сірі кущові миші (Pogonomelomys brassi), малі деревні миші (Chiruromys vates), карликові трубконосі крилани (Paranyctimene raptor), флайські трубковухи (Kerivoula muscina) та флайські листоноси (Hipposideros muscinus).
Орнітофауна екорегіону нараховує близько 350 видів птахів, серед яких слід відзначити нелітаючого шоломного казуара (Casuarius casuarius), найбільшого птаха Австралазії, а також австралійського великонога (Megapodius reinwardt), чорнодзьобого великонога (Talegalla fuscirostris), новогвінейського голуба-зеленокрила (Chalcophaps stephani), золотолобого тілопо (Ptilinopus aurantiifrons), новогвінейського пінона (Ducula rufigaster), білогорлого пінона (Ducula mullerii), новогвінейського коукала (Centropus bernsteini), папуанського ночнаря (Eurostopodus papuensis), новогвінейського голкохвоста (Mearnsia novaeguineae), молуцького орла (Aquila gurneyi), новогвінейську гарпію (Harpyopsis novaeguineae), сіроголового яструба (Accipiter poliocephalus), руду сову-голконога (Ninox rufa), папуанського калао (Rhyticeros plicatus), папуанського рибалочку (Ceyx solitarius), какатоїса-голіафа (Probosciger aterrimus), клинохвостого папугу (Psittaculirostris desmarestii), чорнощокого папужку (Cyclopsitta gulielmitertii), веселкового лорікета (Trichoglossus haematodus), жовтоплечого алістера (Alisterus chloropterus), папуанську піту (Erythropitta macklotii), білогорлого нявкуна (Ailuroedus buccoides), синього малюра (Malurus cyanocephalus), новогвінейського медовчика (Pycnopygius ixoides), жовтовусого медолюба (Microptilotis flavirictus), великодзьобого ріроріро (Gerygone magnirostris), жовточеревого ріроріро (Gerygone chrysogaster), вохристого папоротчука (Origma murina), новогвінейського стадняка (Garritornis isidorei), синього шперкаря (Ptilorrhoa caerulescens), новогвінейського шикачика (Edolisoma schisticeps), чорного шикачика (Edolisoma melas), золотистого личинкоїда (Campochaera sloetii), рудого пітогу (Pseudorectes ferrugineus), папуанського пітогу (Pitohui uropygialis), новогвінейську сорочицю (Cracticus cassicus), лісового біловуха (Peltops blainvillii), королівського дивоптаха (Cicinnurus regius), чароптаха (Seleucidis melanoleucus), великого оздобника (Ptiloris magnificus), новогвінейського монарха (Symposiachrus manadensis), нектаролюба-крихітку (Oedistoma pygmaeum), чорного фруктоїда (Melanocharis nigra), папуанського кракора (Drymodes beccarii), білогузого корольця-чернеця (Peneothello bimaculata) та оливкову гвінейницю (Kempiella flavovirescens).
Ендемічними або майже ендемічними представниками регіону є бордововолі короначі (Goura sclaterii), південні короначі (Goura scheepmakeri), карликові тілопо (Ptilinopus nainus), татеї (Aegotheles tatei), зелені лорі (Chalcopsitta scintillata), оливковокрилі лорікети (Synorhacma multistriata), вогнистоголові альтанники (Sericulus ardens), плямистоволі медолюби (Microptilotis mimikae), великі дивоптахи (Paradisaea apoda), рудохвості дивоптахи (Paradisaea raggiana) та жовтоволі шпаки-малюки (Aplonis mystacea).

## Збереження
Оцінка 2017 року показала, що 5841 км², або 5 % екорегіону, є заповідними територіями. Природоохоронні території включають: Національний парк Лоренц в Індонезії, а також Природний заповідник гори Босаві в Папуа Новій Гвінеї. У 1999 році Національний парк Лоренц був внесений до списку Світової спадщини ЮНЕСКО.